# Majestic Record Corporation
Die Majestic Record Corporation war ein Label aus den Vereinigten Staaten, welches von 1916 bis 1917 eigenständig Tonaufnahmen anfertigte und Schellackplatten mit diesen veröffentlichte.

## Geschichte

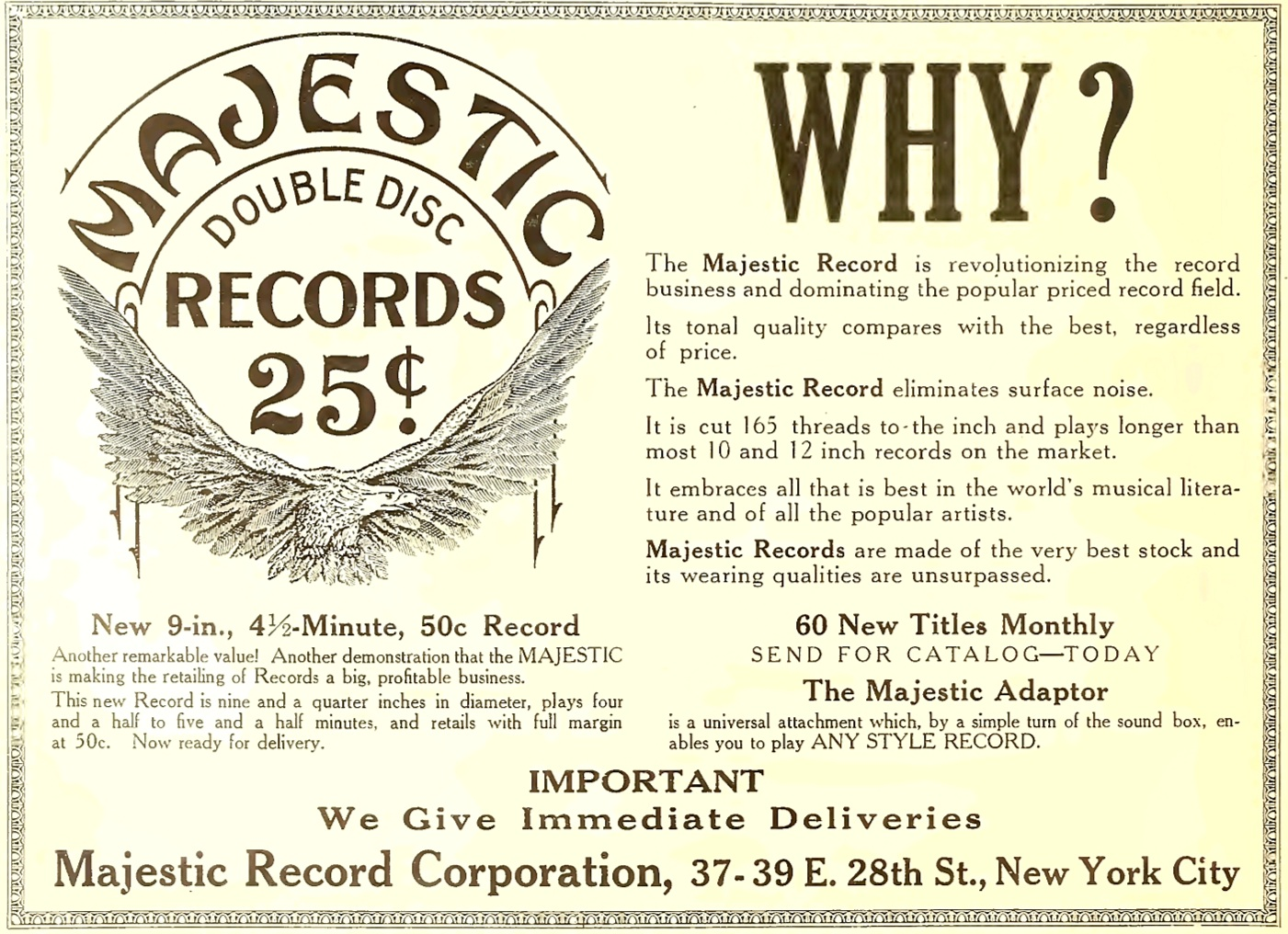
Werbeanzeige der Majestic Record Corporation in der Talking Machine World vom 15. November 1916.

Die Majestic Record Corporation wurde gegen Ende des Jahres 1916 von J. C. Reis, R. V. Schoenfeld und D. Green mit einem Stammkapital von 10.000 US-Dollar gegründet. Geschäftsziel des Unternehmens war die Herstellung von Grammophone sowie Schellackplatten einschließlich des Handels mit beiden Erzeugnissen. Das Unternehmen firmierte mit einem Verkaufsraum in New York an der 37 – 39 East 29th Street. Das dazugehörige Presswerk ging seinen Tätigkeiten an der 251 West 19th Street nach, ebenfalls gelegen in New York. Einer Adresse unter der auch die Majestic Phonograph Co. Inc., im gleichen Maße der Pressung von Tonträgern nachging. Ein namentlich verbundenes Unternehmen und vor dem Erscheinen der Majestic Record Corporation am Markt für Tonträger agierend.
Mit Gründung der Majestic Record Corporation intensivierte die Geschäftsleitung ihre Bemühungen hinsichtlich der Akquise von Neukunden unter der Zuhilfenahme von großflächigen und breit gestreuten Werbeanzeigen. Jene beinhalteten die Offerte beidseitig bespielte Schellackplatten in den Bereichen populäre, tanzbare, humoristische sowie klassische Musik käuflich erwerben zu können. Des Weiteren seien dreißig Neuerscheinungen pro Monat zu erwarten, zusammengefasst in einem umfangreichen Katalog. Erstmals erfolgte die Ankündigung der Veröffentlichung einer Aufnahme für den Dezember 1916 in der Novemberausgabe der Talking Machine World. Die doppelseitige Pressung mit der Katalognummer 101 sollte die Tenor-Soli Mother Machree von Henry Burr und A Dream vorgetragen von Charles W. Harrison beinhalten.
Trotz vermeintlichen guten Geschäftsprognosen aufgrund diverser Gespräche mit potenziellen Handelspartnern und positiv zu bewertenden Vertragsabschlüssen, propagiert durch die Unternehmensführung selbst, einhergehend mit der Ankündigung eines neuen Kataloges sowie des deutlichen Ausbaus des musikalischen Repertoires, stellte die Majestic Record Corporation gegen Ende des Jahres 1917 ihre Aufnahme- und Veröffentlichungsbemühungen ein. In diesem Zusammenhang vermeldete die New York Times im August des Jahres 1917, dass gegen die Majestic Record Corporation ein Verfahren wegen Insolvenz seitens verschiedener Gläubiger eröffnet worden sei.
Letztmals findet der Name Majestic, im Zusammenhang mit Tonaufnahmen, seine Erwähnung in der Augustausgabe der Talking Machine World ein Jahr später 1918. In einer Annonce werden siebenhundert Master-Aufzeichnungen von Majestic für die Summe von 75.000 US-Dollar, unter der Zusendung von Angeboten an den Verlag, feilgeboten.

## Majestic Phonograph Co., Inc.

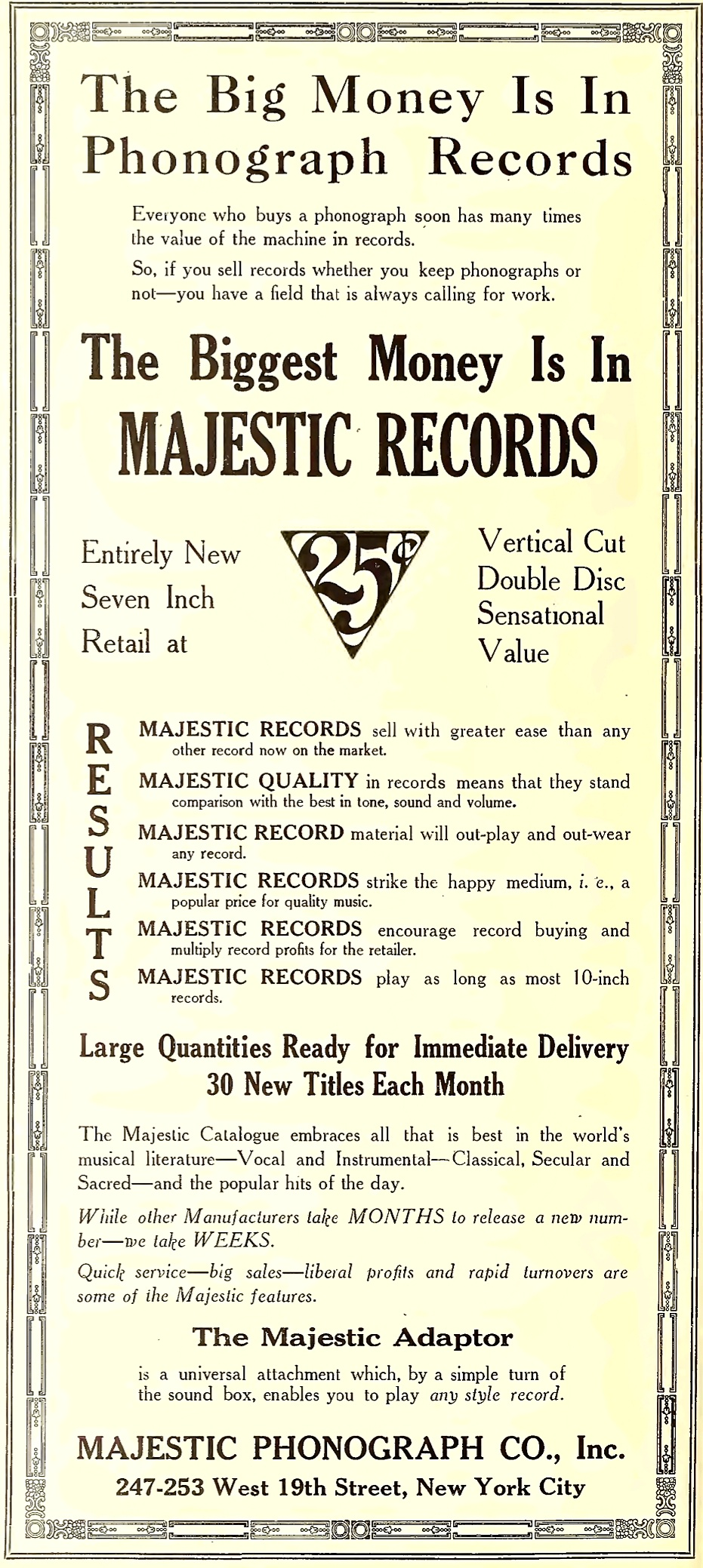
Letzte Werbeanzeige der Majestic Phonograph Co, in der Talking Machine World vom 15. September 1916.

Die Majestic Phonograph Co. Inc., unternehmerisch nicht verbunden mit der Majestic Phonograph Co., Chicago, wurde im New York des Jahres 1915 von C. W. Mitchell, T. C. Patterson und R. T. Russell ins Leben gerufen. Hierbei stand die Betätigung auf den Geschäftsfeldern Druckerzeugnisse, Fotografie und Lithografie sowie der Buch- und Phonographen-Handel im unternehmerischen Interesses der Gründer.
Die Erste Werbeanzeige, erschien in der Juliausgabe der Talking Machine World von 1916, kündigte den Verkauf von doppelseitigen 7 Zoll Schellackplatten für 25 Cent an, mit einer Spieldauer gleich der von 10 Zoll Pressungen. Das Unternehmen selbst war beheimatet unter der Geschäftsadresse 247 – 251 West 19th Street in New York, einer Anschrift gleichlautend der des Presswerks der einige Monate später aus der Taufe gehobenen Majestic Record Corporation. Die letzte Anzeige unter Verwendung des Firmennamens Majestic Phonograph Co. Inc. erscheint in der Talking Machine World im September gleichen Jahres, erweitert um die Aussage, gleichlautend wie bei der Majestic Record Corporatio, jeden Monat dreißig neue Titel der Veröffentlichung zuzuführen.
Mit der Gründung der Majestic Record Corporation erlosch die öffentliche Nennung in Werbeanzeigen. Das Unternehmen wurde fortan nur noch als Presswerk unter bestehender Adresse in den einschlägigen Fachzeitschriften geführt. Im August des Jahres 1917 begann ein von Gläubigern voran getriebenes Insolvenzverfahren gegen die Majestic Phonograph Co. Inc., an dessen Ende die vollständige Auflösung des Unternehmens stand.